# Успенский собор (Екатеринбург)
Успенский собор (Собор в честь Успения Пресвятой Богородицы) — действующий православный храм в Екатеринбурге, расположенный в микрорайоне ВИЗ и построенный в 1838 году. Собор представляет собой образец русского классицизма, является архитектурной достопримечательностью Верх-Исетского района.

## История
До 1761 года прихожане Верх-Исетского завода относились к Екатерининскому горному собору. В 1761 году был образован собственный приход и по благословению Тобольского и Сибирского митрополита Павла 24 июня 1761 года была заложена первая деревянная церковь в честь Успения Божьей Матери, заказчиком строительства выступил протоиерей Феодор Кочнев, который, впоследствии, и возглавил приход. В 1763 году церковь была освящена. В 1766 году был заложен придельный храм во имя святых мучеников Бориса и Глеба. Вместо деревянного храма в 1831 году была заложена священником Екатерининского собора Сергием Дьяконовым каменная церковь в честь Успения Божьей Матери, а 17 марта 1838 года освящена Пермским архиепископом Аркадием. В Успенской церкви в начале XX века были оловянные сосуды, две пары свадебных венцов (железная и жестяная), «сребро-позлащенные» сосуды стоимостью до 2 тысяч рублей. При церкви имелись три церковных дома, а сам притч состоял из 4 священников, 1 диакона и 4 псаломщиков. 11 мая 1912 года указом Священного Синода церкви присвоен статус собора.
После 1919 года при Успенском соборе было образовано религиозное общество, на богослужения собиралось до 500 человек. В декабре 1926 года в храме был освящён престол во имя святителя Николая Мирликийского, устроенный в левом нефе. В сентябре 1920 года была проведена опись имущества Успенского собора, в котором было указано, что иконостас в церкви был двухъярусный, на колокольне имелось 9 медных колоколов различной величины, весом 511 пудов. В 1923 году советская власть изъяла серебро и камни весом 3 пуда 28 фунтов. Собор был закрыт 17 февраля 1930 году в ходе кампании по массовому закрытию церквей по решение президиума горсовета за подписью А. Н. Бычковой и утверждено облисполкомом 17 марта 1930 года. После в церкви была организована фабрика-кухня, затем Дом культуры. В 1940-х годах в здании был размещён хлебозавод. В 1991 году решением Министерства культуры Свердловской области здание собора признано объектом культурного наследия и памятником архитектуры. В июле 2009 года здание было передано в собственность Екатеринбургской епархии без водоснабжения, газа, отопления и канализации, в разрушенном виде.

## Возрождение
С 2009 года богослужения совершались в одноэтажном здании бывшего заводского гаража, переоборудованного в молитвенное помещение. 14 октября 2013 года Божественная литургия впервые была совершена в Успенском соборе. А с ноября 2013 года богослужения проводятся ежедневно.

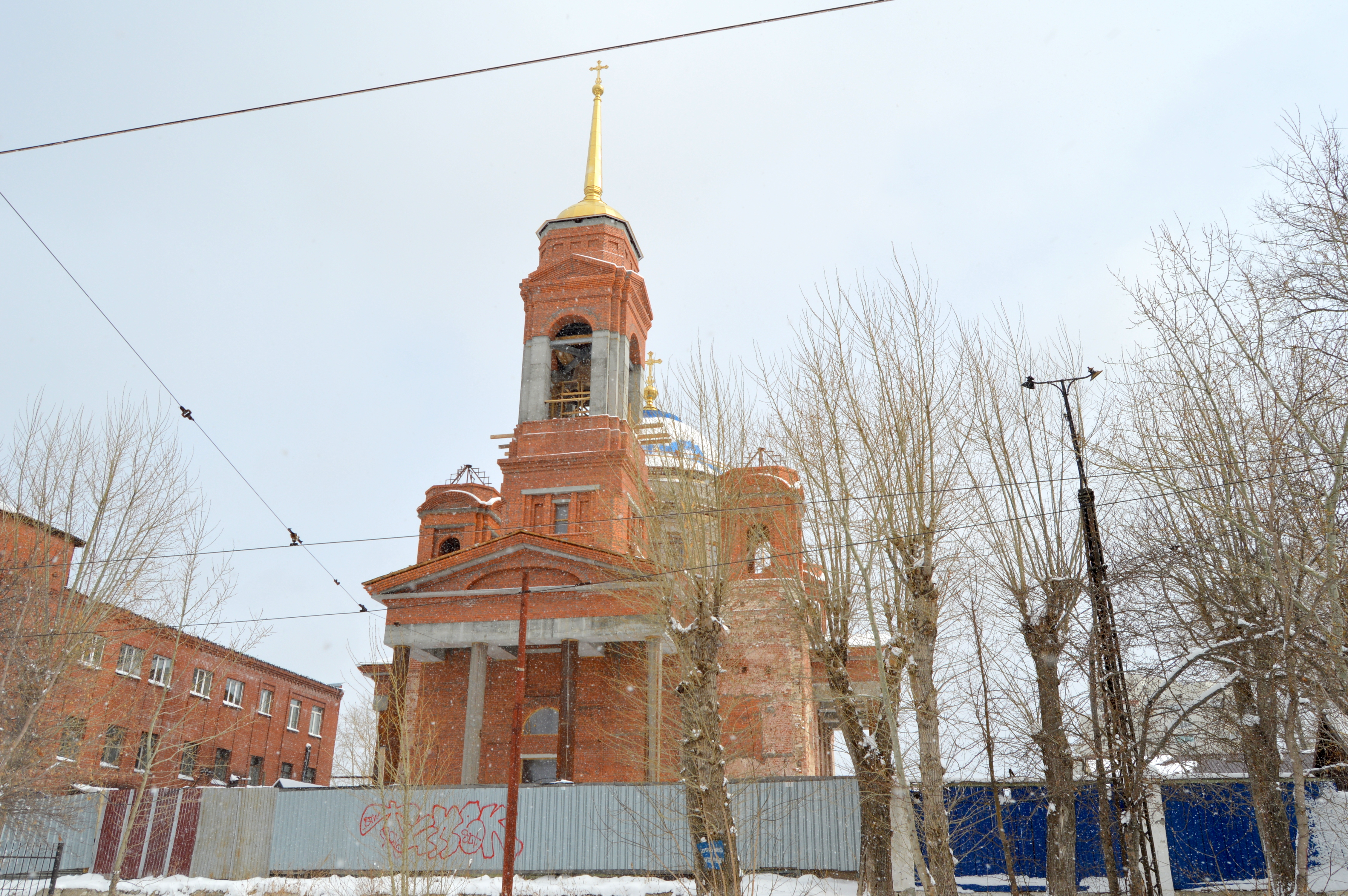
Реконструкция, 2019 год
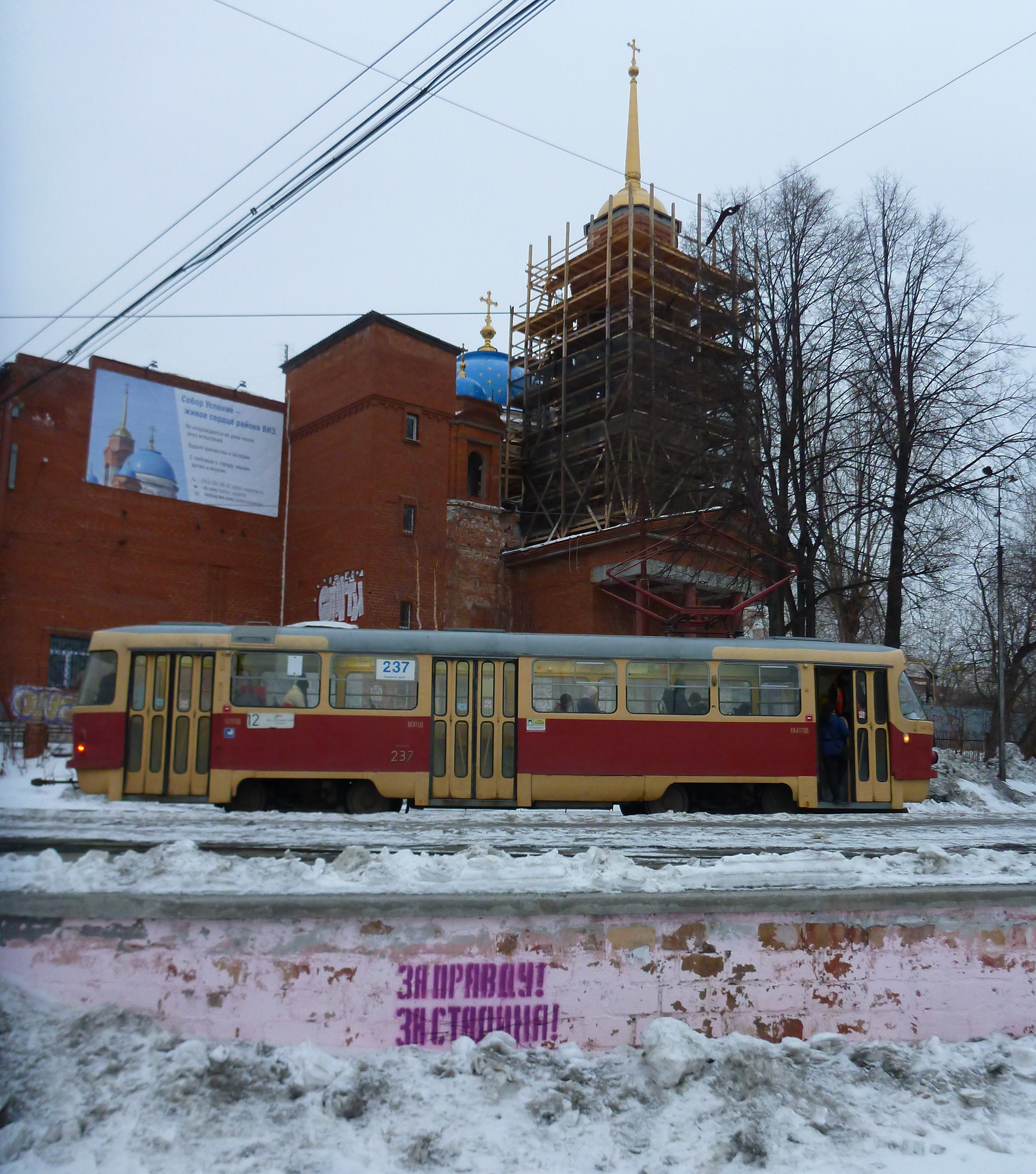
Реконструкция, 2021 год
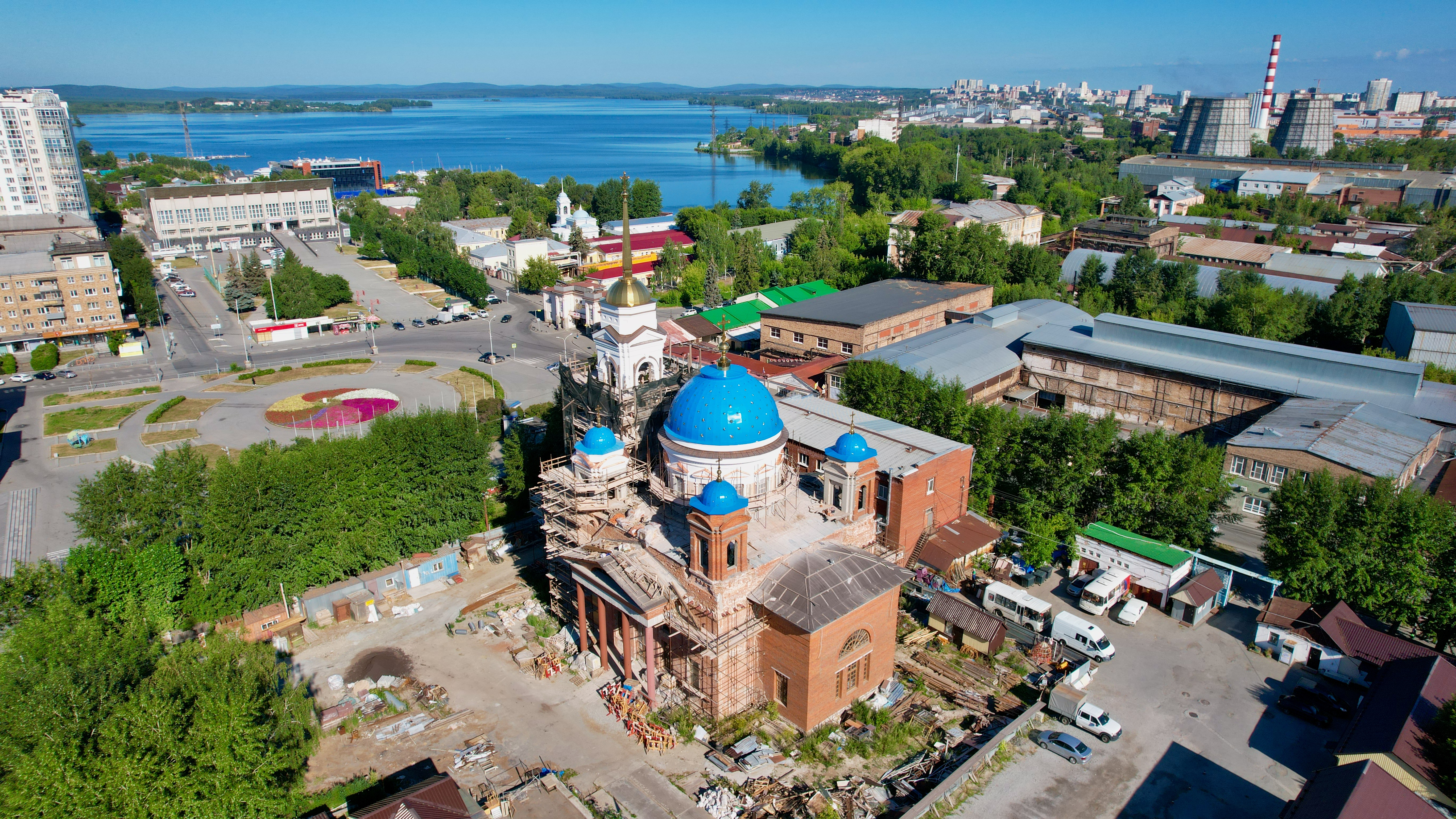
Реконструкция, 2022 год

## Архитектура
Собор расположен в повышенной части рельефа, поднимающегося от реки Исеть, и выше прибрежной части с постройками Верх-Исетского завода. В XX веке, подвергшись полной реконструкции, занимает значительную роль в предзаводской площади Верх-Исетского металлургического завода (площадь Субботников) в восточной части. Крупный объём церкви в застройке уравновешивает здание Дома культуры Верх-Исетского завода и доминирует в пространстве прилегающих кварталов, включая заводские корпуса, главную проходную и селитьбу. Церковь создавалась по проекту М. П. Малахова, но была перестроена во второй половине XIX века в стиле эклектики. К настоящему времени были утрачены портики, колокольня, купол, четыре угловые главки, изменены фасады. От первоначальной постройки сохранились только фрагменты, барабан купола. Он прорезан 12 прямоугольными проёмами, оформленные пилястрами и сандриками. Подоконные плиты проемов объединены профилированной тягой. Барабан завершает также профилированный карниз. Его фризовая часть украшена лепным орнаментом. Детали оформления постаментов угловых главок включены в южную и северную стены. Собор представляет собой прямоугольник, охватывающий квадратную храмовую часть и алтарь. Центр храма выделен четырьмя крестообразными опорами, несущими паруса, поддерживающие барабан. Частично сохранились купольная ротонда, чьи прямоугольные проемы продолжены вниз световодами и по сторонам оформлены пилястрами с каннелюрами на пьедесталах. Собор представляет собой образец русского классицизма, архитектурную достопримечательность Верх-Исетского района.